# Lissochlora plenifimbria
Lissochlora plenifimbria är en fjärilsart som beskrevs av Paul Dognin 1910. Lissochlora plenifimbria ingår i släktet Lissochlora och familjen mätare. Inga underarter finns listade i Catalogue of Life.